# Ludwig (película)
Ludwig es una película de 1973 dirigida por Luchino Visconti, con Helmut Berger, Romy Schneider, Trevor Howard y Silvana Mangano  en los papeles principales.
Narra la vida de Luis II de Baviera, conocido por su aceptación de la unidad de Alemania, su mecenazgo a Richard Wagner, la construcción de castillos en Baviera, como Neuschwanstein y Herrenchiemsee; y por su muerte en circunstancias oscuras.

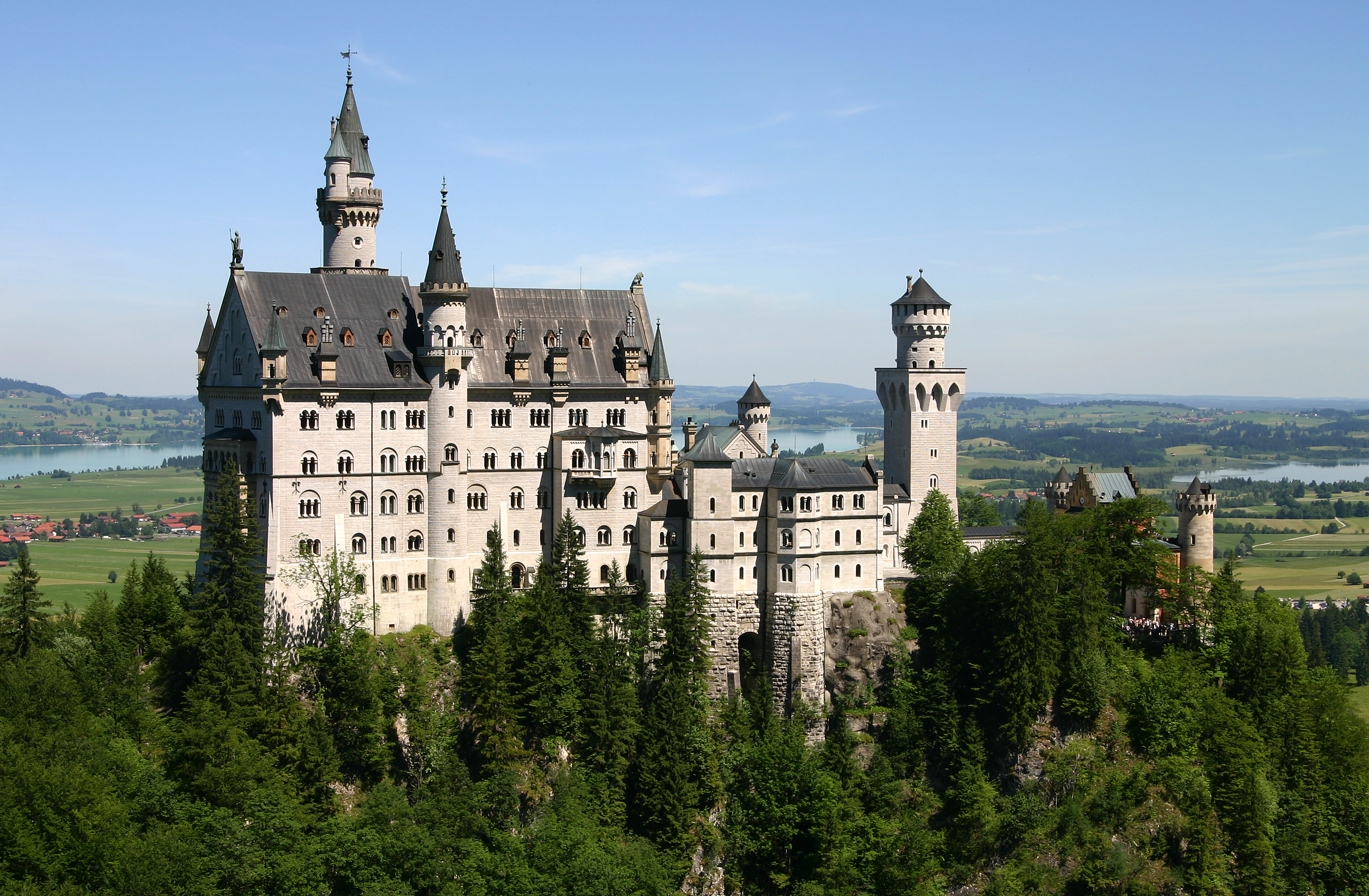
Neuschwanstein.

Los exteriores se rodaron en general en la Residencia de Múnich, el Castillo Berg, la Kaiservilla de Bad Ischl (Salzkammergut), Neuschwanstein, Linderhof, el Castillo de Hohenschwangau, el Palacio de Herrenchiemse, y el Lago Starnberg (con su Roseninsel o Isla de las Rosas).
Los interiores se rodaron en general en Cinecittà.

## Reparto
- Helmut Berger: Luis II de Baviera
- Romy Schneider: Isabel de Baviera
- Trevor Howard: Richard Wagner
- Silvana Mangano: Cosima von Bülow
- Gert Fröbe: el padre Hoffmann
- Helmut Griem: Conde Dürckheim
- Izabella Teleżyńska: Reina madre
- Umberto Orsini: Conde von Holnstein
- John Moulder-Brown: Príncipe Otto
- Sonia Petrovna: Princesa Sophie
- Folker Bohnet: Josef Kainz (1858 - 1910)
- Heinz Moog: Profesor Bernhard von Gudden (Johann Bernhard Aloys von Gudden: 1824 - 1866)
- Adriana Asti: Lila von Buliowski
- Marc Porel: Richard Hornig
- Nora Ricci: Condesa Ida Ferenczy
- Mark Burns: Hans von Bülow
- Eva Axén: María
- Maurizio Bonuglia: Mayer

## Premios
- Dos premios David di Donatello en 1973: al mejor director y a la mejor película (compartido).

- Premio Especial David al mejor actor: Helmut Berger.

- Dos premios Nastro d'argento del Sindacato Nazionale Giornalisti Cinematografici Italiani (SNGCI) en 1974: a la mejor fotografía y a la mejor escenografía.

- Romy Schneider ganó el premio Sant Jordi de 1982 a la mejor interpretación en película extranjera.